# Абрамян, Бениамин Левонович
Бениамин Левонович Абрамян (Абраамян) (арм. Բենիամին Լևոնի Աբրահամյան; 16 февраля 1913, Ардахан, Кавказский край — 4 марта 2007) — советский и армянский ученый. Доктор физико-математических наук (1961), профессор (1965). Академик НАН РА (1996), член-корреспондент (1971). Является одним из основателей Научной школы математической теории упругости в Республике Армения. Основоположник теории пространственных задач упругости. Член Национального комитета теоретической и прикладной механики АН СССР (1956—1991).

## Биография
Родился 16 февраля в городе Ардахан. Семья эмигрировала в Александрополь в 1920 году, а в 1924 году переехала в Ереван. Смилетнее образование получил в Ереванской средней школе имени Александра Мясникяна. Затем учился в Ереванском художественном училище, которое окончил в 1931 году.
В 1933 году поступил на физико-математический факультет ЕГУ. В 1935 году продолжил учебу на механико-математическом факультете МГУ, который окончил в 1940 году.
Воевал на фронтах Великой Отечественной войны.
После демобилизации с 1946 года работал младшим научным сотрудником Отделения математики и механики АН Армянской ССР, ученым секретарем Отделения технических наук АН СССР.
В 1950 году защитил кандидатскую диссертацию, а в 1956 году докторскую диссертацию в Ленинградском политехническом институте. В 1965 году присвоено звание профессора. С 1951 по 1980 год преподавал в Ереванском государственном университете.
С 1965 по 1992 год заведующий отделом математической теории упругости Института математики и механики АН Армянской ССР, а с 1992 года — главный научный сотрудник. С 1976 по 1991 год член Национального комитета теоретической и прикладной механики Академии наук СССР.
Автор многочисленных статей и монографий по теории специфичности: скручивание и изгиб валов с валами геометрически сложного оборудования, смешанные краевые контактные задачи теории специфичности, пространственные статико-динамические контактные задачи, пространственные однородные задачи. Его решения первых конечных задач теории специфичности прямоугольно-конечного цилиндра считаются классическими.
Один из основателей научной школы математической теории упругости в Республике Армения, основоположник теории пространственных задач упругости.
Участвовал во многих международных конференциях (Германия, 1964, США, 1968, Нидерланды, 1974).